# Anomis lyona
Anomis lyona là một loài bướm đêm trong họ Erebidae.